# Stela iz Davatija
Stela iz Davatija (gruz. დავათის სტელა ) vapnenačka je stela u obliku križa, s reljefom, koji prijakazuje Blaženu Djevicu Mariju i arkanđele Mihaela i Gabrijela, s jednim od najranijih natpisa na gruzijskom pismu  Asomtavruli. Gornji dio stele, koji bi trebao predstavljati Uznesenje Gospodinovo, slomljen je i izgubljen. Potječe iz 4. do 5. stoljeća. Stela je otkrivena 1985. godine u maloj crkvi Majke Božje u planinskom selu Davati, općina Dušeti, u istočnoj Gruziji. Čuva se u Nacionalnom muzeju Gruzije.
Stojeći lik Djevice Marije predstavlja jedinstveni ikonografski tip Majke Božje koji potječe od najstarijeg "hodigitrijskog tipa". Uz likove Djevice i Djeteta Isusa nalaze se "sažeti" natpisi; "Sveta Marija" i "Isus Krist". Stele ili kameni križevi kultni su spomenici isklesani od kamena koji su bili tipični za ranokršćansko razdoblje u Gruziji (oko 300.  -750. pr. Kr.). Mnoge od ovih stela preživjele su jer su ponovno korištene kao građevinski materijal za crkve podignute u srednjem vijeku i ranom novom vijeku. 

## Pretpostavke
Gruzijski znanstvenik Ramin Ramišvili pretpostavlja da kombinacija slova ႩႲႽ odgovara broju 5320 (5000 + 300 + 20, tj. Ⴉ [k] + Ⴒ [t] + Ⴝ [č]), koji prema gruzijskim brojevima može označavati: godine 284. pr. Kr., navodni datum nastanka prvog gruzijskog pisma.